# Dagoberto Botello
Dagoberto Botello es un deportista dominicano que compitió en judo. Ganó una medalla de plata en el Campeonato Panamericano de Judo de 2007 en la categoría de –55 kg.

## Palmarés internacional
| Campeonato Panamericano | Campeonato Panamericano | Campeonato Panamericano | Campeonato Panamericano |
| Año                     | Lugar                   | Medalla                 | Categoría               |
| ----------------------- | ----------------------- | ----------------------- | ----------------------- |
| 2007                    | Montreal (Canadá)       | Medalla de plata        | –55 kg                  |